# ROOFTOP
株式会社ROOFTOPは、東京都目黒区に本社を置く、日本の芸能事務所。Rin音、asmiなどのアーティストを輩出している。

## 所属ミュージシャン

### バンド
- SCANDAL
- Gateballers

### ラッパー
- Rin音
- クボタカイ
- asmi
- A夏目
- ICARUS
- キズナ
- oops cool

### トラックメイカー
- Taro Ishida